# 京师私立上义师范学校

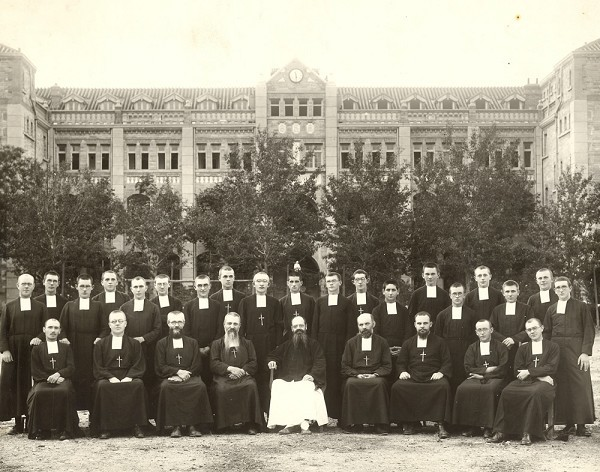
1935年圣若瑟楼

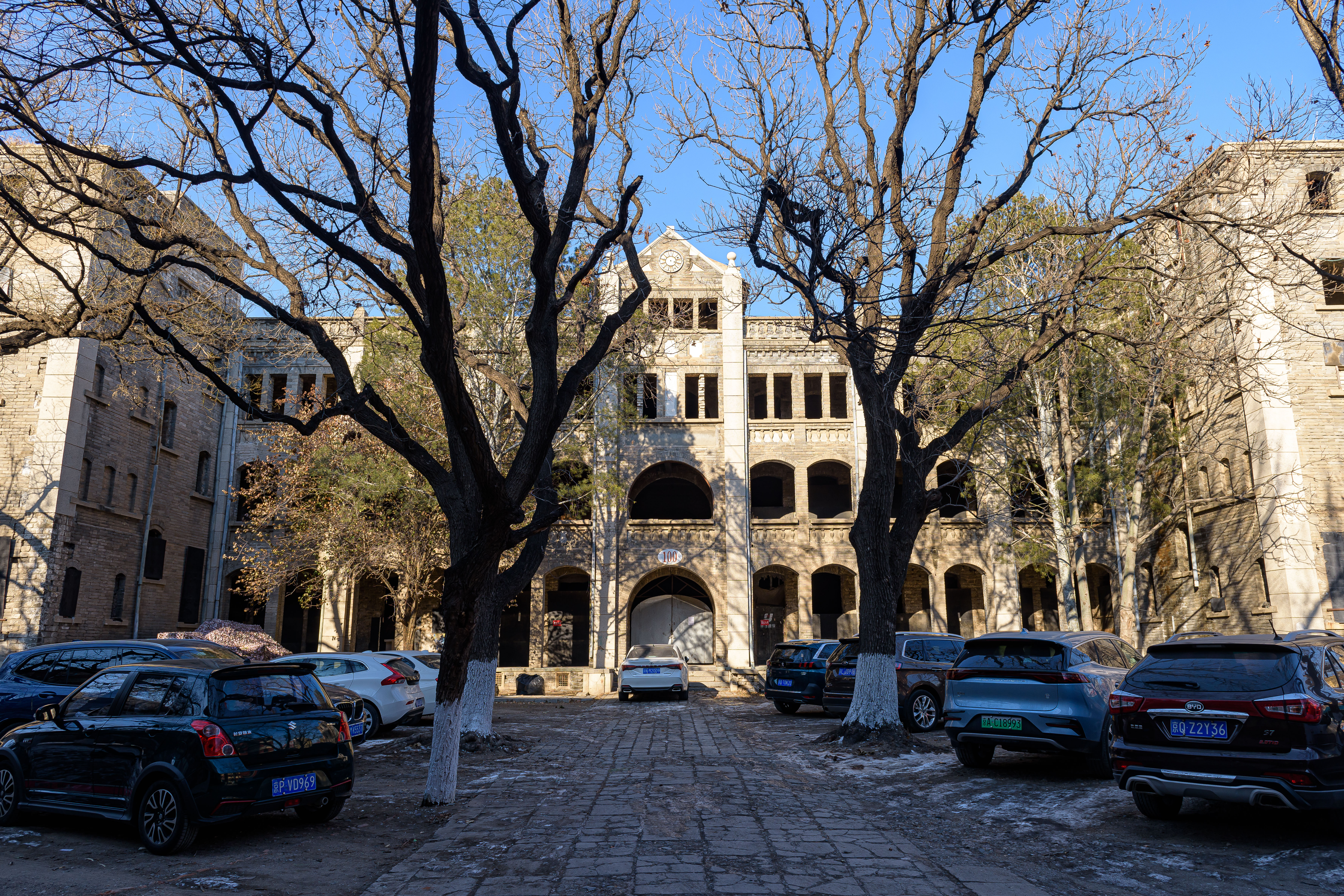
圣若瑟楼（2024年1月）

京师私立上义师范学校（法語：École Normale des Frères Maristes de Cha-la，意为“柵欄聖母小昆仲會高等師范學校”）为天主教圣母会文学所办。1907年校名“中法上义学校”，1918年改制为完全师范学校。1919年11月22日，当时教育部批准办学，颁发公章。此校乃是中国政府正式承认的第一所教会学校。董事会在阜城门外的石门栅栏修院（现北京行政学院）。
其后，师范学校学生日增，见习修士、教授、职工人数也日渐增加，遂在西山建筑新楼，后称“圣若瑟楼”。1929年北平教育局立案表中载校址为：北平特别市阜城门外石门/西苑北黑山扈。立案的校名是“北平特别市私立上义师范学校”，学制6年。当年开列课程计有必修课党义/国文/法文/数学/自然/地理/历史/手工/图画/教育/体育/军事训练，选修课国语/乐歌/法制/经济/美术史/英文等。

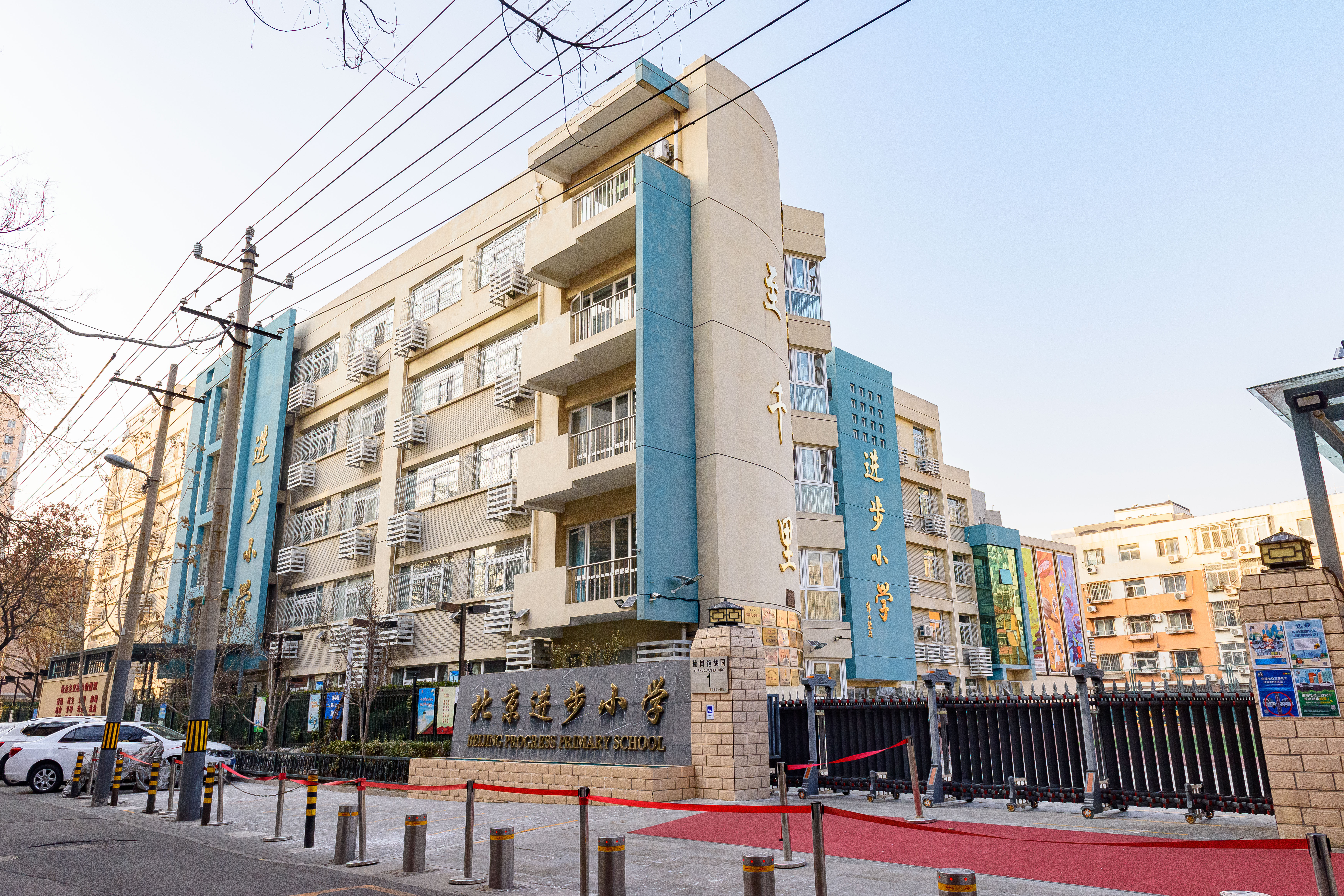
进步小学的前身可追溯至上义学校

1948年平津战役期间，学校已然无力运转，高中、初中学生分别借读于耕莘、南堂中学，此后上义师范学校仅存小学部，20世纪50年代由北京市教育局接管，更名为马尾沟小学，1954年迁往车公庄大街以北，称“进步巷小学”，2003年2月迁址后改为进步小学。
位于黑山扈的圣若瑟楼在2012年被列入海淀区文物普查登记项目时误植为“309医院天主堂”，中共北京市委党校哲学教研部教师董滨宇、陈欣雨为此建议将其登记名称改为“上义师范学校黑山扈校区旧址”。